# Bad Salzdetfurth
Bad Salzdetfurth – miasto uzdrowiskowe w Niemczech, w kraju związkowym Dolna Saksonia, w powiecie Hildesheim.

## Współpraca
- Benicàssim, Hiszpania
- Bochnia, Polska
- Kelbra (Kyffhäuser), Saksonia-Anhalt
- Yate, Wielka Brytania